# Kachigere, Mandya
Kachigere là một làng thuộc tehsil Mandya, huyện Mandya, bang Karnataka, Ấn Độ.